# Lemi
Lemi (Klemis en suédois) est une municipalité du sud-est de la Finlande. La commune se trouve dans la province de Finlande méridionale et la région de Carélie du Sud.

## Géographie
Bien que de dimension modeste, elle compte tout de même 240 km de berges autour de ses nombreux lacs. Les 38 villages sont assez rapprochés et la densité de population est largement plus élevée que la moyenne des communes orientales.
Outre l'agriculture, on trouve quelques petites industries, notamment les entreprises Misa (un des leaders nationaux pour les chauffages et saunas) et Tepa (matériel hospitalier).
Le centre administratif se situe à 25 km du centre de la capitale régionale Lappeenranta. La commune est traversée par la nationale 13 entre Lappeenranta et Jyväskylä via Mikkeli.
Les municipalités voisines sont Taipalsaari au nord-est, Lappeenranta à l'est, Luumäki au sud-ouest et Savitaipale à l'ouest.

## Culture
- C'est de Lemi qu'est originaire le plat traditionnel nommé Särä, à base de mouton et de pommes de terre, populaire dans tout l'Est de la Finlande.
- Festival de musique classique organisé en été.
- Treize groupes de Heavy metal dans la commune en 2018[3].

## Galerie

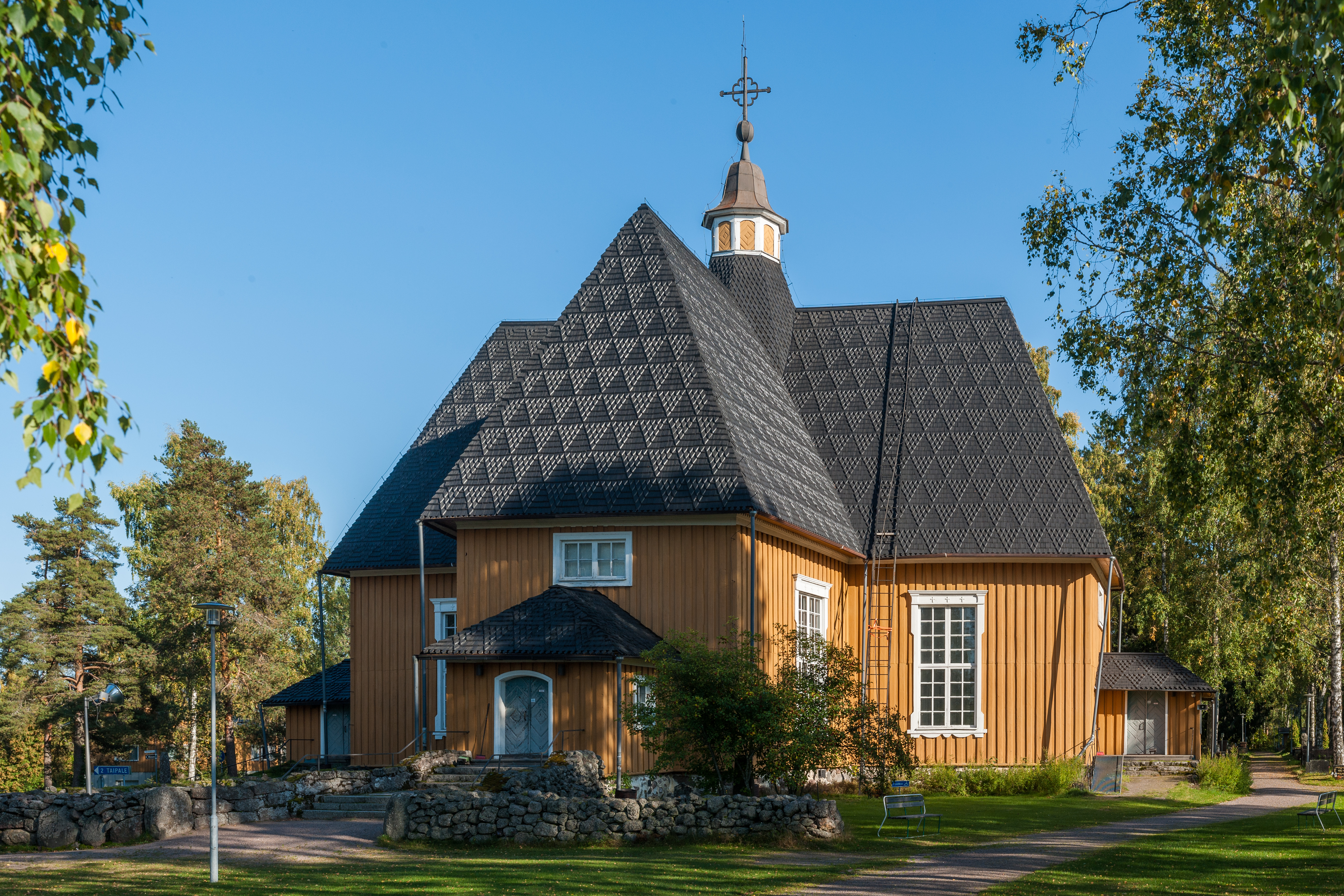
L'église de Lemi.
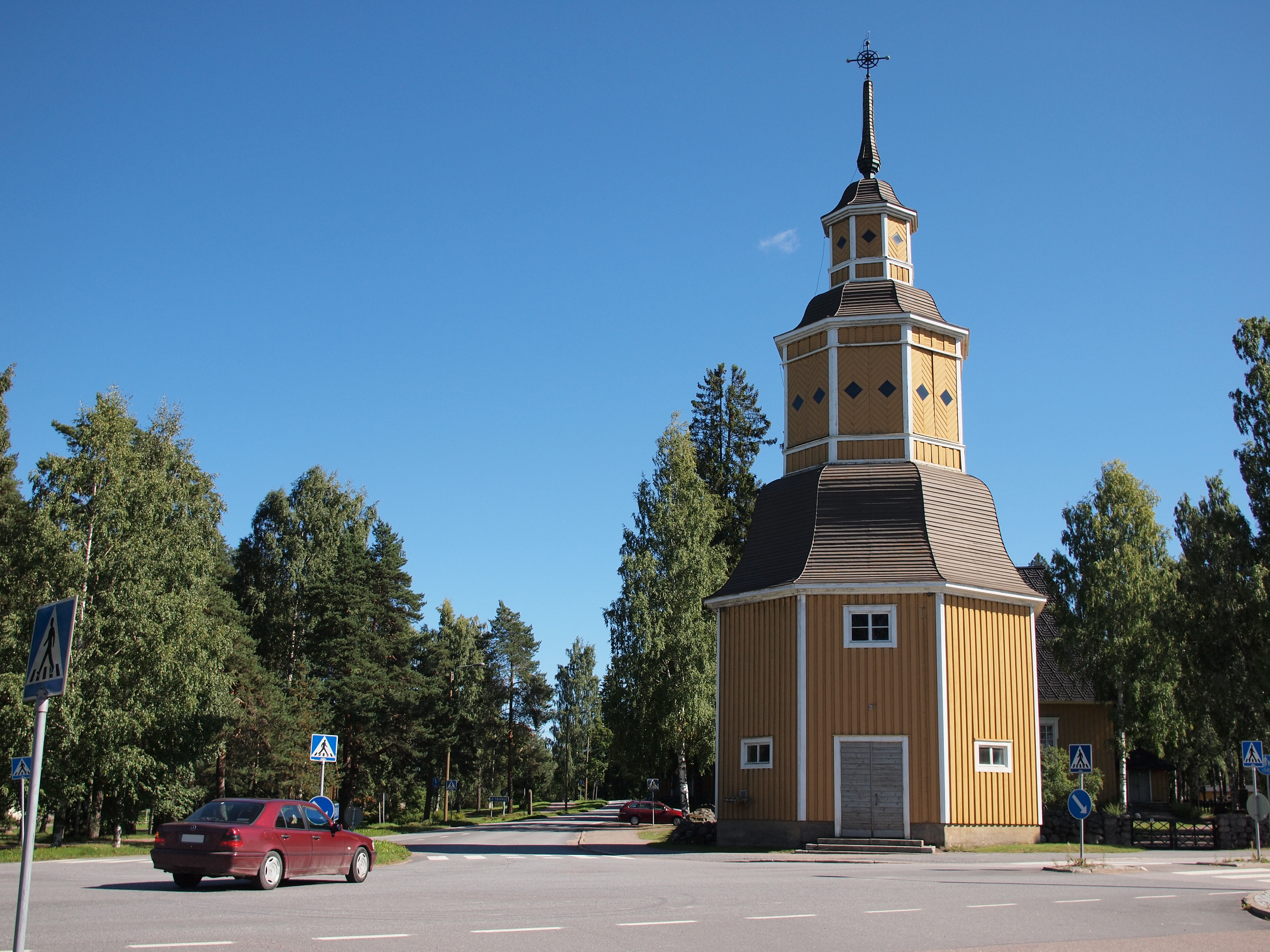
Le beffroi.

## Personnalités
- Stam1na (en). C'est à Lemi que se forma en 1996 ce groupe de Thrash metal.
- Mirja Hietamies (1931-2013), fondeuse finlandaise.